# Phare de Carmanah Point
Le phare de Carmanah Point est un phare situé dans la réserve de parc national Pacific Rim à 20 km au nord-ouest de Port Renfrew, à l'entrée du détroit de Juan de Fuca sur la côte sud-ouest de l'île de Vancouver, dans le District régional d'Alberni-Clayoquot (Province de la Colombie-Britannique), au Canada.
Ce phare est géré par la Garde côtière canadienne .
Ce phare patrimonial  est répertorié par la Loi sur la protection des phares patrimoniaux (en)  en date du 29 mai 2015.

## Histoire
Le premier phare a été construit en 1891 sur cette zone de côte dangereuse de l'île de Vancouver pour aider la navigation vers le détroit de Juan de Fuca. C'était une tour en bois attachée à une maison de gardieN

## Description
Le phare actuel, datant de 1920, est une tour octogonale blanche, avec une galerie et une lanterne octogonale rouge, de 20 m de haut.Sa lentille de Fresnel  d'origine de 
1er ordre émet, à une hauteur focale de 47 m, deux éclats blancs toutes les 7.5 secondes. Sa portée nominale est de 23 milles nautiques (environ 42 km).
La station est composée d'un logement de gardien d'un seul étage et de divers locaux.
Identifiant : ARLHS : CAN-120 - Amirauté : G-5288 - NGA : 13820 - CCG : 0180 .

## Caractéristique duFeu maritime
Fréquence : 5 secondes (W)
- Lumière : 0.1 seconde
- Obscurité : 4.9 secondes

|                |
| Carmanah Point |

### Lien connexe
- Liste des phares de la Colombie-Britannique